# Fritte Fritzson
Anders Fredrik ”Fritte” Fritzson, född den 25 maj 1971 i Norrköpings Matteus församling, Östergötlands län, är en svensk komiker och arkitekt. Sedan 2015 producerar han även den populärvetenskapliga podden Allt du vill veta.

## Biografi

### Bakgrund
Fritzson föddes i Norrköping men växte upp i Knivsta utanför Uppsala. Under studietiden vid Lunds tekniska högskola medverkade Fritzson i Jesperspexet, Lundakarnevalen (1994, 1998 och 2002) och Steve, där han bland annat skrev och regisserade såpoperan Korridoren. 

### Humor och revyer
Fritzson utgör tillsammans med Magnus Erlandsson humorduon Walter Fux Entertainment som satt upp flera krogshower i Malmö. De deltog också i SVT-produktionen Extra Allt 2004. Sedan 2006 driver han tillsammans med Marcus Johansson ståuppklubben Oslipat i Malmö, Stockholm, Uppsala, Lund, Landskrona och Jönköping. Klubben belönades på Svenska standupgalan 2007 med juryns hederspris. Fritzson deltog samma år i Standup-SM på Norra Brunn.
Tillsammans med Magnus Erlandsson, Jesper Rönndahl och Anders Johansson har han även satt upp En gratis krogshow, En billig krogshow, En prisvärd krogshow och Titta vi krogshow!. Han har också uppträtt på Åbo Svenska Teater. Under december 2013 satte Fritzson upp krogshowen Det är advent på Babel i Malmö med gruppen Malmörevyn, vilken bestod av Jesper Rönndahl, Anders Johansson och Magnus Erlandsson.

### Andra aktiviteter
Som arkitekt driver Fritzson det egna dansk-svenska företaget UiD samt undervisar på Lunds tekniska högskola och Sveriges lantbruksuniversitet.
Fritzson har medverkat i poddradioprogrammet Alla mina kamrater tillsammans med Martin Soneby, David Sundin och Nisse Hallberg.
Sedan hösten 2015 producerar Fritzson även den populärvetenskapliga podcasten Allt du velat veta, där han i varje avsnitt avhandlar ett specifikt ämne som fokus. I varje avsnitt bjuder han in och intervjuar en gäst som är kunnig inom området som i slutet av programmet får önska ämnen för framtida program. Även programmets lyssnare är delaktiga i ämnesvalet.
Säsongerna 2022/23 och 2023/24 vann han underhållningsprogrammet På spåret tillsammans med Marie Agerhäll.

## Filmografi
- 1998 – Blinka lilla stjärna – universums härskare, samt manus
- 2002 – Vaktmästaren och professorn – polis
- 2010 – Dessa Lund
- 2016 – Mammor (TV-serie)
- 2019 – Sommaren med släkten (TV-serie)